# Ihab Charrady
Ihab Charrady (en arabe : إيهاب شرادي), né le 21 novembre 2001 à Tétouan (Maroc), est un joueur de futsal international marocain.

## Biographie

### Carrière en club
Ihab Charrady naît à Tétouan au Maroc et intègre l'effectif de l'Ajax Tétouan à partir de 2021. Il dispute ainsi trois saisons complètes dans sa ville natale, en Futsal D1.
En août 2024, il rejoint l'AS Avion Futsal, club promu en D1 française. Dans ce club, il évolue avec son compatriote en sélection Mustapha Rabou.
Il inscrit son premier but avec le club avionnais le 11 janvier 2025 face au Kremlin-Bicêtre Futsal dans le cadre de la 10e journée de D1 (victoire, 3-1).

### Carrière internationale

#### Parcours junior avec le Maroc
À partir de 2022, il reçoit plusieurs convocations avec le Maroc -23 ans sous la direction d'Adil Sayeh au Complexe Mohammed VI de football. Avec cette équipe, il dispute des matchs amicaux mais également des tournois internationaux, dont un tournoi international remporté au Viêt Nam en 2024,,.

#### Débuts internationaux
Convoqué en décembre 2024 par le sélectionneur Hicham Dguig pour une double confrontation contre la Lettonie dans le cadre de matchs amicaux, il fait ses débuts le 13 décembre 2024 à Salé en entrant en jeu et en inscrivant son premier but, délivrant également deux passes décisives (victoire, 6-3),,.

## Statistiques

### En club
Le tableau suivant recense les statistiques de Ihab Charrady depuis le 23 septembre 2023 :

| Saison                | Club                  | Championnat           | Championnat | Championnat | Coupe(s) nationale(s) | Coupe(s) nationale(s) | Total | Total |
| Saison                | Club                  | Division              | M.          | B.          | M.                    | B.                    | M.    | B.    |
| 2024-2025             | Avion Futsal          | Division 1            | 8           | 1           | -                     | -                     | 8     | 1     |
| Total sur la carrière | Total sur la carrière | Total sur la carrière | 8           | 1           | -                     | -                     | 8     | 1     |

### En sélection
Le tableau suivant liste les rencontres de l'équipe du Maroc auxquelles Ihab Charrady a pris part depuis le 13 décembre 2024 :

## Palmarès

### En sélection
Maroc -23 ans (1)
- Vainqueur du Tournoi international du Vietnam 2024